# Henry
Henry er et drengenavn, der er opstået som en engelsk form af det tyske Heinrich og derfor er sideform til det danske Henrik. Det blev anvendt en del i Danmark i det 20. århundrede, men er på retur. Den franske sideform Henri anvendes i endnu mindre grad i Danmark. Der er lidt flere end 3.500 danskere, der bærer et af disse navne ifølge Danmarks Statistik.
I udlandet anvendes navnet endvidere som efternavn.

## Kendte personer med navnet

### Fornavn
- Christian Valdemar Henri John, dansk prins.
- Henri de Laborde de Montpezat, prinsgemalens oprindelige navn.
- Henri Bergson, fransk forfatter og filosof.
- Henry Dunant, schweizisk forretningsmand og social aktivist.
- Henry Fonda, amerikansk skuespiller.
- Henry Ford, amerikansk bilfabrikant.
- Henry From, dansk fodboldspiller.
- Henry Grünbaum, dansk politiker og minister.
- Henry Heerup, dansk billedkunstner.
- Henry James, engelsk forfatter.
- Henry John Deutschendorf Jr, kendt som John Denver, amerikansk sanger.
- Henry Kissinger, amerikansk diplomat og udenrigsminister.
- Henry Mancini, amerikansk orkesterleder.
- Henri Matisse, fransk maler.
- Henry Miller, amerikansk forfatter.
- Henri Nathansen, dansk forfatter.
- Henry Nielsen, dansk skuespiller.
- Henry Purcell, engelsk komponist.
- Henry Stryhn, dansk grundlægger.
- Henry David Thoreau, amerikansk forfatter og filosof.
- Henry Tudor, engelsk monark.

### Efternavn
- Joseph Henry, amerikansk fysiker.
- Thierry Henry, fransk fodboldspiller.

## Andre betydninger
- Henry (enhed) – en SI-enhed for induktans.
- Henrys lov – en gaslov i kemi.
- SS Henry – et norsk skib sunket under kontroversielle omstændigheder.